# Wolfgang Zarnack (Schauspieler)
Wolfgang Zarnack (* 1978 in Saarbrücken) ist ein deutscher Schauspieler.

## Leben
Wolfgang Zarnack wuchs in Göttingen auf. 1995 besuchte er die  Gordonstoun School in Schottland. 1998 machte er sein Abitur am Max-Planck-Gymnasium. Nach seinem Zivildienst in Hamburg absolvierte er von 2000 bis 2003 seine Schauspielausbildung an der Schauspielschule Mainz. Es folgten Engagements u. a. am Staatstheater Mainz, Staatstheater Wiesbaden und am Schloßtheater Celle.
Von Oktober 2015 bis Januar 2017 spielte er den Sportjournalisten Paul Ackermann im Musical Das Wunder von Bern am Theater an der Elbe.
Seit 2012 spielte Wolfgang Zarnack in diversen Fernsehserien Kurz- und TV-Filmen mit. 2012 gab er in Oktober/November unter der Regie von Götz Spielmann sein Kinodebüt.

## Theater (Auswahl)

### Staatstheater Mainz
- 2002: „Disco – LauterSuperStimmung“ Nummer 1–11[7]
- 2002: „Der Stadtschreiber“ Der Schüler[7]

### Schloßtheater Celle
- 2003: „Maria Magdalena“ als Karl
- 2005: „Dreck“ Solostück
- 2005: „Tod eines Handlungsreisenden“ als Happy
- 2006: „Bungee Jumping“ als Goldfisch
- 2006: „Die Hose“ als Mandelstam

### Staatstheater Wiesbaden
- 2006: „Die Verwandlung“ als Prokurist/Bedienerin/Herr
- 2006: „Werkstatt der Schmetterlinge“ als Rodolfo
- 2007: „norway.today“ als August
- 2008: „Der kleine Wassermann“ als Wassermann
- 2009: „Alice im Wunderland“ als verrückter Hutmacher, Raupe, grinsende Katze, Diedeldum
- 2009: „Sophiechen und der Riese“ als Riese
- 2010: „1. Stunde“ (Solostück)
- 2010: „Der gewissenlose Mörder“ als Schwalbe[8]
- 2010: „Moby Dick“ als Ismael[9]
- 2011: „Der Ring des Nibelungen“ als Siegfried/Siegmund
- 2011: „hide&seek“ als Daniel
- 2011: „Pinocchio“ als Gepetto/Strombolie
- 2012: „Ein Schafs fürs Leben“ als Wolf
- 2012: „Wilhelm Tell“ als Wilhelm Tell

### Theater an der Elbe
- 2015–2017: „Das Wunder von Bern“ als Paul Ackermann[10]

### Palladium Theater Stuttgart
- 2022–2023: „Tanz der Vampire“ als Koukol[11]

## Filmografie (Auswahl)

### Kino
- 2012: Oktober November[12]
- 2016: 24 Wochen[13]

### Fernsehen
- 2013: SOKO Leipzig (ZDF)[14]
- 2013: Die Eroberung der Welt (1+2) (arte/ZDF)
- 2014: Zug in die Freiheit (MDR/arte)
- 2021: Tierärztin Dr. Mertens: Große Entscheidungen (ARD)
- 2023: Tod am Rennsteig – Auge um Auge
- 2023: Einspruch, Schatz! – Ein Fall von Liebe (Fernsehfilm)
- 2023: Einspruch, Schatz! – Unter Vätern (Fernsehfilm)